# Europejski Chrześcijański Ruch Polityczny
Europejski Chrześcijański Ruch Polityczny (ang. European Christian Political Movement, ECPM) – europejska partia polityczna powołana w 2002, zrzeszająca ugrupowania eurosceptyczne, konserwatywno-społeczne i reprezentujące chrześcijańską prawicę. Siedziba ruchu znajduje się w holenderskim mieście Amersfoort. Funkcję przewodniczącego obejmowali: Peeter Võsu, Peter Östman, Branislav Škripek i Valeriu Ghilețchi.
ECPM powstał w 2002. Powołało go 15 ugrupowań chrześcijańskich w trakcie wspólnej konferencji w Lakiteleku na Węgrzech. W 2012 partia stała się europartią uznawaną przez Unię Europejską, co wiązało się z otrzymywaniem grantów na finansowanie działalności. Członkostwo w ruchy uzyskiwały m.in. holenderskie ChristenUnie i Polityczna Partia Protestantów, szwajcarska Ewangelicka Partia Ludowa, francuska Partia Chrześcijańsko-Demokratyczna, ukraiński Związek Chrześcijańsko-Demokratyczny, estońska Partia Estońskich Chrześcijańskich Demokratów, polskie Prawica Rzeczypospolitej i Unia Polityki Realnej, portugalska Ludowa Partia Monarchistyczna, gruziński Ruch Chrześcijańsko-Demokratyczny, łotewska formacja Łotwa na pierwszym miejscu i węgierski Jobbik.